# Phymaturus loboi
Phymaturus loboi — вид ігуаноподібних ящірок родини Liolaemidae. Ендемік Чилі. Описаний у 2019 році.

## Поширення й екологія
Phymaturus loboi відомі з типової місцевості, що лежить за 9 км на північний захід від озера Лагуна-дель-Мауле, в регіоні Мауле, на висоті 1900 м над рівнем моря.